# كارولين كروغر
كارولين كروغر (بالنرويجية البوكمول: Karoline Krüger)‏ هي مغنية وموسيقية وكاتبة غنائية وعازفة بيانو نرويجية، ولدت في 13 فبراير 1970 في برغن في النرويج.

## وصلات خارجية
- الموقع الرسمي
- كارولين كروغر على موقع IMDb (الإنجليزية)
- كارولين كروغر على موقع ميوزك برينز (الإنجليزية)
- كارولين كروغر على موقع قاعدة بيانات الأفلام السويدية (السويدية)
- كارولين كروغر على موقع ديسكوغز (الإنجليزية)
- كارولين كروغر على موقع كينوبويسك (الروسية)